# Château de Gourdon
 (avril 2019).
Si vous disposez d'ouvrages ou d'articles de référence ou si vous connaissez des sites web de qualité traitant du thème abordé ici, merci de compléter l'article en donnant les références utiles à sa vérifiabilité et en les liant à la section « Notes et références ».
Pour les articles homonymes, voir Gourdon.
Ne doit pas être confondu avec Forteresse troglodyte de Gourdon.
Le château de Gourdon, à Gourdon dans les Alpes-Maritimes, est un château fortifié construit au Moyen Âge et remanié au XVIIe siècle.

## Présentation

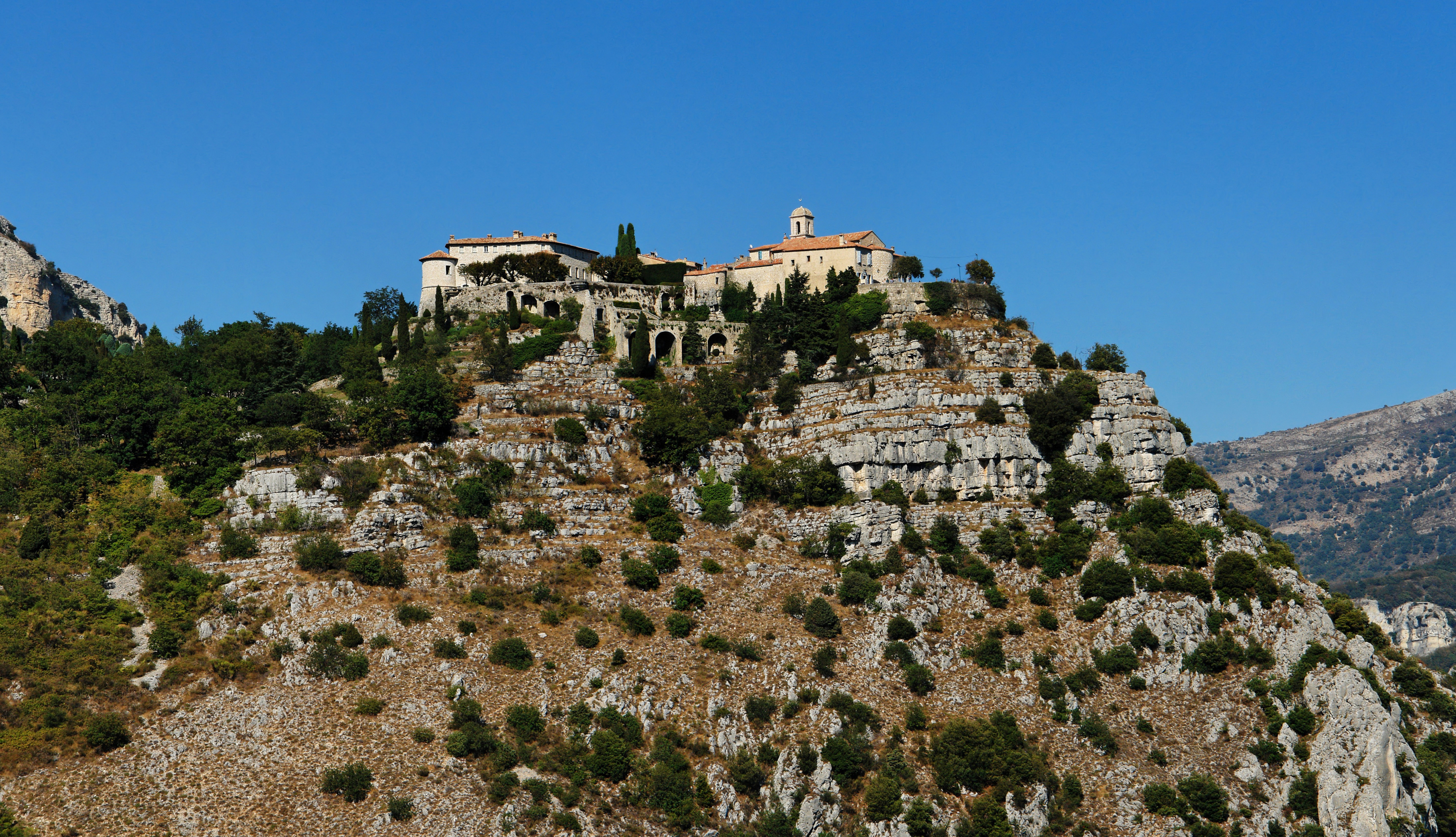
Gourdon, un « nid d'aigle ».

La position perchée de ce village, construit sur le roc, à 758 m d’altitude et dominant toute la vallée du Loup, lui a conféré un rôle défensif. Gourdon a souvent servi de place forte. Il est occupé dès l’époque romaine, puis par les Sarrasins, du VIIIe au Xe siècle. Une première forteresse est bâtie au IXe siècle. Au XIIe siècle, les comtes de Provence, seigneurs de Gourdon, édifient le château sur ces fondations. Les fortifications, aux murailles infranchissables, ont contribué à faire jouer au village un rôle de sentinelle, qu’il conserve jusqu’à son occupation par les Allemands, pendant la Seconde Guerre mondiale. L’après-guerre met un terme à cette fonction défensive et le village se tourne vers le tourisme. Ce regain d’activité met un terme à la baisse de la population, due à l’exode rural et amorcée au XIXe siècle.
Le village, très ancien, est bâti sur un pic à peu près absolu aux pentes raides, rocheuses, nues, fantastiques, dominant la vallée du Loup. C’est le vrai type du village féodal. Les roches sur lesquels il est bâti lui servaient de remparts, le rendaient inexpugnable à l’époque féodale. Le Château féodal le ferme à la partie Ouest. Le Nord est la seule partie accessible. Là on voit encore les anciens et solides remparts qui fermaient ce côté. Une seule porte gothique donnait accès dans le village : « Il n’y a pas longtemps on eut la déplorable idée de la détruire sous le prétexte d’élargir le passage ». 
Les remparts – ce qui en reste, sont des murs épais, très élevés, percés de meurtrières, dominés par des créneaux.
À l’intérieur, des maisons y sont adossées ; les propriétaires ont percé les remparts de fenêtres.

## Historique de Gourdon
Sa position géographique en fait un lieu fortifié depuis la haute Antiquité qui résista, tout au long de l’Histoire, aux invasions et aux guerres qui ensanglantèrent la Provence.
Gourdon et sa forteresse furent jusqu’en 1235 possessions des comtes de Provence, avant de passer à la famille de Grasse-Bar, puis par mariage aux Villeneuve-Flayosc, pour aboutir en 1550 aux Borriglione d’Aspremont qui vendront la seigneurie le 24 mars 1597 à Louis de Lombard, un opulent avocat de Grasse. Les Lombard héritent du titre de marquis de Montauroux, à la suite d'un mariage en 1672.
Du temps des Sarrasins à celui de la reine Jeanne et des bandes de Raimond de Turenne, les habitants de Gourdon, à chaque épreuve, résisteront et dompteront les assauts de leurs adversaires : les Sardes, l'armée de Charles Quint viendront buter sur leur résistance opiniâtre.
Longtemps désertique, ce ne fut que le « site de Gordo », qui deviendra « Gordon » et enfin Gourdon. Un œil d’aigle surveillant les gorges du Loup, la terre jusqu’à la mer.
Les Barbares s’y installent puis viennent les rois francs. Le « Nid d’aigle » devient un refuge pour les paysans de la vallée. L’abri naturel se fait place forte. Nous ne sommes qu’au IXe siècle. Mais déjà trois siècles avant que Paris ne pose la première pierre du Louvre, le château de Gourdon existe. Certes différent de ce qu’il est aujourd’hui mais les fondations sont toujours là, scellées dans le roc, témoins d’un passé vieux de mille ans.
À partir de là le destin de Gourdon est d’être sentinelle en armes, surveillant l’horizon de la mer, contrôlant les troupes en convoi. Place avancée de la France face à la maison de Vintimille, futur Comté de Nice mais terre alors étrangère et hostile.
Et cela au point qu’au XIIe siècle, les comtes de Provence, pour muscler  leur frontière, dessinent là les plans d’une vraie forteresse.

## Historique du château
L'occupation du pays par les troupes sarrasines commence en l'an 700 pour finir en 937, date à laquelle les Maures furent chassés de leurs derniers refuges.
Aux IXe et XIe siècles, une première forteresse est édifiée pour se protéger des Sarrasins ; sur ses soubassements un autre château est construit au XIIIe siècle, puis remanié au siècle suivant dans « l’esprit toscan ». C’est cette bâtisse qu’acquiert le comte de Provence, Raymond Bérenger, avant de la céder à son neveu.
Au XIIe siècle, les comtes de Provence élèvent une place forte sur les fondements de la forteresse du IXe alors qu'ils organisent la défense de leur frontière entre le comté de Vintimille et le comté de Provence. « Gordon » devient « Gourdon » : site fortifié sur l'à-pic rocheux. Il reste de cette construction le plan général avec, aux angles, trois tours rondes et la grosse muraille faisant rempart au nord et qui regarde en direction de la route Pré-du-Lac – Gréolières.
La seigneurie de Gourdon  appartient jusqu'au 3 avril 1235 aux comtes de Provence et successivement à la famille de Grasse, seigneur du Bar, puis aux Villeneuve. Louis de Villeneuve reçut en 1469 l'hommage des habitants de Gourdon, Charles VIII en 1495 le confirme dans le privilège et la haute juridiction des lieux. Le château échoit alors aux Bourillon d'Aspremont et ensuite aux de Lombard. Durant les guerres de la Ligue, Henri Charles de Grasse Canaux, commande la place qu'il a occupée et tient tête aux ligueurs du haut de cette forteresse inexpugnable. En mars 1597 et novembre 1598, Louis de Lombard acquiert la totalité de la seigneurie de Gourdon pour 12000 écus. En cette circonstance, Henri IV, protecteur de Messire Louis de Lombard, exonère des droits fiscaux et de mutation en reconnaissance de ses loyaux services dans les guerres de religion, lettres patentes du 30 août 1597 portant la signature autographe d'Henri IV, revêtues du sceau royal (exposées au château).
Les Lombard héritent du titre de marquis de Montauroux, à la suite d'un mariage en 1672. Louis de Lombard fit refaire et modifier en partie le château qui avait été endommagé pendant les guerres de religion. Les arcades et le premier étage du château furent construits en 1610 dans l'esprit des arcades de la Place des Vosges à Paris, bâties à la même époque (1607).
Le deuxième étage du château fut édifié en 1653 par Francois de Lombard qui épousa en 1654 Gabrielle de Grimaldi ; le Grand Condé, Duc d'Enghien, distingue ledit seigneur de Gourdon pour, « s'étant trouvé à la bataille de Rocroi le 19 mai 1643, y avoir très dignement servi sa Majesté et perdu un bras d'un coup de canon ».
Pendant les guerres de la succession d'Autriche, en 1746, le Lieutenant Général de Guise logea au château de Gourdon et eut dans le parc un duel avec le Comte de Bissy.
L'histoire de la Révolution à Gourdon se fit sans luttes ni violences. Jean Paul Ier de Lombard, alors seigneur de Gourdon, n'émigra pas. Sa présence, ses idées libérales sauvèrent son château de la dévastation. Acquis aux idées nouvelles, il se soumit de bon gré aux lois découlant du changement de régime. Retiré à Grasse dans son hôtel, il y mourut en 1799.
En 1794, le sieur Cavalier chargé de vérifier les châteaux afin de constater "ceux qui sont revêtus de marques de féodalité"  pour les faire démolir, dit que celui de Gourdon a quatre tours. Il ne fut pas détruit, seules ses tours eurent à souffrir, celle du nord abattue, les trois autres réduites.
Jean Paul II de Lombard est le dernier des Lombard. Il est en 1785 capitaine au régiment Royal Lorraine Cavalerie. Il est Maire de Gourdon le 7 octobre 1809 et meurt en 1820 à Grasse. Celui-ci lègue le château à son neveu le marquis de Villeneuve-Bargemon dont les héritiers vendront la demeure en 1918 à une Américaine, Miss Mae Noris. Cette femme flamboyante et généreuse[non neutre] se ruina pour restaurer complètement le château. Elle y accumulera des oeuvres d'art et des meubles des XIIe et XIIIe siècles ainsi qu'une collection de tableaux. Jamais l'endroit n'avait été aussi beau[non neutre]. Elle y ouvre un musée en 1938. Citoyenne américaine, elle devient le seigneur de Gourdon jusqu’à sa mort. Cédé à la comtesse de Zalewska, le manoir appartient aujourd’hui à Laurent Negro, qui a hérité  du château en 1997, à la mort de son père, célèbre homme d'affaires français.
En 1950, il est ouvert à la visite mais ne prend définitivement sa vocation de monument historique qu’en 1971, quand il s’ouvre aux collections qui y sont exposées. Il est inscrit à l'inventaire des monuments historiques le 7 décembre 1972.
En 2015, le château a été fermé au public et appartient à une famille parisienne.

## Description extérieure du château
Le château de Gourdon a été construit en trois étapes.

### La forteresse sarrasine auIXesiècle
De la forteresse sarrasine, construite au IXe siècle, subsistent l’aspect général du château, les trois tours rondes et la muraille nord.

### La place forte duXIIesiècle
Sur ces fondements, les comtes de Provence édifient une place forte au XIIe siècle : une grosse masse carrée, tenant avec ses dépendances toute la partie Ouest du village.  
Il y avait quatre tours aux angles qui ont été démolies en partie.

### Le château actuel, reconstruit par les Lombard auXVIIesiècle
En 1598, Louis de Lombard rachète la seigneurie de Gourdon. Henri IV conforte en propriété pour très loyaux services, et exonère des droits fiscaux cet avocat à la cour qui, trouvant là un château, entreprend de le transformer. Le Gourdon d’aujourd’hui est bâti, avec son architecture en trapèze asymétrique.
La façade principale est transférée au Nord (on ne défend plus, on accueille), des arcades et un premier étage sont inspirés du parvis de la place des Vosges. Un second étage aussi, mais plus laborieux, plus pauvre. Le seigneur n’est pas riche et la pierre moins noble en témoigne. Les arcades et le premier étage datent de 1610, et le second étage de 1653.
Muraille infranchissable à l’ouest, poste de guet vers le sud et vers l’est. Plus tard, trois tours et un donjon couronnent l’ensemble. L’œil au guet, l’arme au pied, Gourdon veille pour la France.
Pendant la Révolution, les sans-culottes abattent le donjon mais pour souligner le libéralisme d’un seigneur franc-maçon, se contente de réduire le dernier étage des tours. 
Deux ont été reconstruites, mais elles n’arrivent pas au faîte du corps de bâtiment. La base des tours est très ancienne, on y voit encore la capitale. La tour du Sud est démolie jusqu’à une hauteur de 2 à 3 m au-dessus du sol. La tour Nord a été remplacée par une tour carrée moderne. La façade, du côté du village, donne sur une petite place qui pourrait bien avoir été la cour du château si l’on en juge par les restes de vieux murs qui, avec les maisons, dépendances du château, la fermaient.
Cette façade est toute en pierres de taille, grisées par le temps. Une porte d’entrée style Renaissance permet d’accéder à la cour intérieure pavée de larges dalles. L’intérieur de la cour est formé comme les impluvia romaines, avec une rigole centrale qui recueille toutes les eaux de pluie et les ramène ensuite à l’intérieur vers le puits qui se trouve vers la gauche et qui sert de réceptacle des eaux qui alimentaient le château. À l’intérieur de la cour, différentes dates sont mentionnées. Tout d’abord, sur une grande pierre au mur, on peut voir : « Louis de Lombard, seigneur de Gourdon a construit le château sur les ruines du vieux château détruit par le temps et les guerres civiles en 1610 ». Une autre pierre dans la cour porte la date 1611 et celle du portail du parc 1646. Dans la cour se trouve une très ancienne citerne en pierres.
Au-dessus de la porte, on peut observer une large pierre carrée où étaient probablement situées les armoiries du seigneur ainsi qu’une large fenêtre à meneaux. Cette fenêtre est la seule mises à part quelques fenêtres anciennes simples au dernier étage. À l’angle sud-est, une tour ronde comme aux angles sud-ouest et nord-est. Le bas en pente avec sa capitale est le restant d’une ancienne tour.

### Les façades
- La façade ouest : elle servait de rempart d’autant plus que l’on y remarque des meurtrières. Les fenêtres anciennes en pierres de taille sont moins grandes que celles de la façade du midi. Au-dessus de ces fenêtres, des gargouilles à tête de crapaud qui font environ 0,40 m de long. À cette façade, au niveau du deuxième étage, on remarque la présence d’une grande pierre avec les armoiries des seigneurs des Lombards de Gourdon : une porte d’or à trois sempervives. Le bas est en pente. Il y a une capitale. Des fenêtres des sous-sols, carrées sont fermées par un grillage en fer forgé.
- La façade est donne sur les communs, elle n’a rien de particulier. Elle servait aussi de remparts. Il n’y a pas de fenêtres. Une capitale et des meurtrières donnent dans les sous-sols du château.
- La façade sud est la plus intéressante. Elle donne sur les jardins. Elle est toute faite en pierres de taille et deux tours arrondies l’encadrent.
- La façade nord, côté village : elle donne sur une petite place qui aurait pu être la cour du château. Il s’agit là encore d’une façade en pierres grisées par le temps. Celles-ci sont de tailles assez importantes mais inégales. Les plus grandes peuvent faire plus de 0,68 × 0,39 m et sont jointes les unes aux autres par d’autres pierres, plus petites et plus fines, intercalées entre elles, tout du moins en ce qui concerne les soubassements. Le reste de la façade est, quant à elle, composée de pierres de taille toujours inégales, mais reliées entre elles par des joints épais et nettement visibles.

Le château, inclus dans le système défensif qui cernait le village, complète les épais et solides remparts encore visibles.
Ce château provençal type comporte un corps de logis à deux étages surmontés d’une génoise, fermeture d'avant-toit formée de plusieurs rangs de tuiles canal en encorbellement et garnie de mortier.
Au sud s’étend une vaste terrasse plantée de tilleuls centenaires, ombrageant une pelouse ornée de massifs taillés en motifs circulaires. Le tout est bordé d’un parapet dont les angles forment deux balcons et une échauguette surplombant le Riou coulant 100 m au-dessous. Cette terrasse s’appuie sur une immense cave voûtée, soutenue par de massifs piliers, qui abrite une profonde citerne. Un escalier à double révolution conduit à une terrasse inférieure, maintenue par des arcs soutenus par de puissants contreforts. Il ne reste que deux tours datables de l’ancien système défensif l’une carrée à l’angle est de la terrasse supérieure, l’autre avec sa barbacane.
À l’ouest le jardin dessiné par Le Nôtre est prolongé par un parc entouré de murs, encore crénelés par endroits.
Le rez-de-chaussée et la chapelle accueillent un musée historique avec des armures anciennes, mobilier des XVIe et XVIIe siècles, des œuvres d’art d’un grand intérêt artistique. Au second étage, sept salles sont occupées par un musée de peintures naïves et contemporaines.

### Les jardins

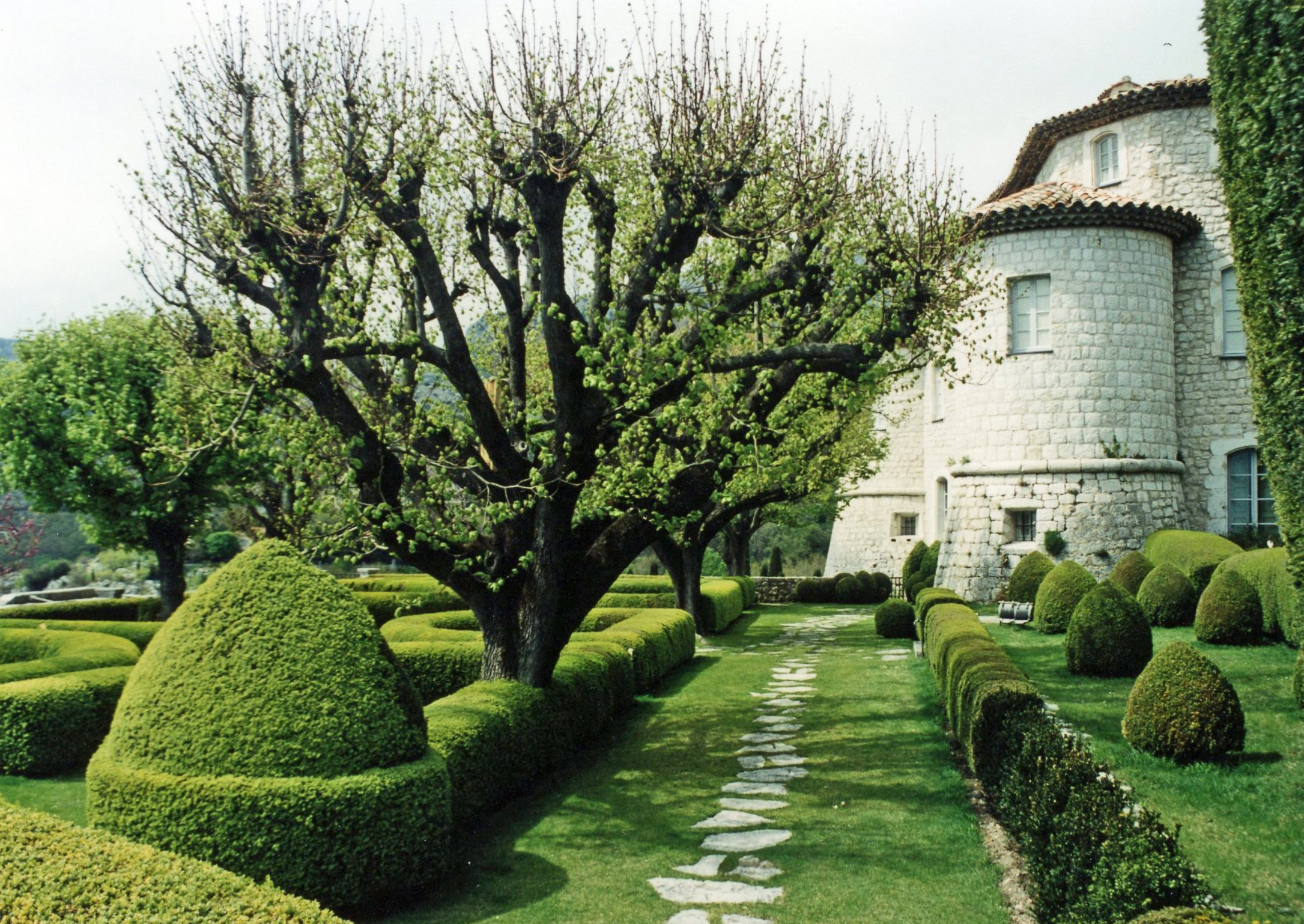
Jardins.

Un grand vestibule va de la cour intérieure à la terrasse du midi. Le vestibule est une salle du XIIe siècle, du point de vue architectural, avec les grandes voûtes rondes qui ont été ouvertes au XVIIe siècle.
Jardin de l’Apothicaire
Le jardin de l’Apothicaire a été réagencé vers 1970 par Tobie Loup de Viane. La bordure de buis suit le dessin d’une grecque inspirée des mosaïques antiques. Le paysagiste a regroupé contre la façade du château exposé au midi les simples  que l’on trouvait dans les jardins du Moyen Âge. Au centre du jardin de l’apothicaire, un cadran solaire oblique.

## Description intérieure du château
Au rez-de-chaussée, de grandes salles ainsi que des cheminées en marbre. Toutes ces salles sont voûtées.

### La salle d’armes (actuelle salle à manger)
XIIe siècle. Avec son plafond voûté et sa cheminée de pierre monumentale, cette pièce  est à l’origine la salle d’armes avant de devenir, pavée de larges et somptueuses dalles d’ardoises, la salle à manger des maîtres de Gourdon.
Le mobilier et les armes datent des XVIe, XVIIe et XVIIIe siècles.
Face à la cheminée datant du XIVe ou du XVe siècle, un seigneur de Gourdon veille toujours sur les lieux depuis son cadre où Mathieu le nain l’immortalisa en 1640. Vis-à-vis de cette même cheminée, une cotte de mailles complète, y compris une paire de gantelets, chaque anneau rivé au grain d'orge.
Dans la ferronnerie de la porte donnant sur la terrasse d’honneur, on peut retrouver la marque de Louis de Lombard.
Contre le mur donnant sur le parc, les ancêtres des pièces d'artillerie de forteresse, un casque de sapeur mineur pesant plusieurs kilos et une capeline de la cavalerie hongroise (1680). Dans le fond une porte donne accès à une petite pièce carrée.

### La petite pièce carrée
Au centre une ouverture donne sur les sous-sols, ici sur la prison du château ; c'est la seule ouverture laissant passer le soleil dans la geôle.

### Le salon de compagnie
On peut remarquer des niches au plafond. Ouvert au grand soleil du midi, ce salon permet d'observer une décoration de petits chapiteaux en trompe-l'œil des murs et de la voûte. Décoration qui, lors d'une restauration, fut retrouvée dissimulée sous plus de 10 couches successives de peinture. On voit là aussi, entre autres, des pièces de mobilier, dont le précieux secrétaire de Marie-Antoinette, une table à jeux marquetée avec son échiquier d'ivoire et d'ébène. Parmi les tableaux accrochés : un Louis XIV devant le siège de Douai (1667) peint par Van Der Meulen, un portrait de gentilhomme d'Antoine Rivalz (peintre français natif de Toulouse), un portrait du Roi Soleil côtoyant une tapisserie d'Aubusson du XVIe siècle. Au plafond, une paire d'anges Louis XIV en bois sculpté et un lustre hollandais à deux niveaux, en bronze argenté.

### La salle des gardes
XIIe siècle. Même décor que celui qui abritait les hommes d’armes veillant sur le château dans la France troublée du Moyen Âge. Avec, entre autres, un dallage de pierres polies par les siècles.  Sont exposées là des armes persanes : rondache, casque et haches d’armes du XVIIe siècle présentant des gravures diverses et, en damasquinage à l'argent, des personnages mythiques de la Perse. On y trouve également des armes de piétons utilisées par les paysans et à double vocation : la culture et la guerre. Aux râteliers, des armes afghanes, généralement négociées auprès des émissaires de l'Empire britannique par les tribus guerrières. Trônent enfin un "Savonarole"   et un précieux coffre de mariage en noyer sculpté de l'époque Renaissance, originaire d'Auvergne. Sur la cheminée dans la salle des gardes, le blason aux deux clés, celui de la ville de Cluny. Le sol d’origine date du XIIe siècle.

### La chapelle
Ancienne salle à manger des seigneurs de Gourdon (ce qui explique la présence d'une cheminée), cette pièce ne devint qu'ultérieurement le lieu de culte consacré du château, en place de la précédente chapelle qui, elle, se trouvait dans le vestibule d'armes du rez-de-chaussée. La chapelle se trouvait au premier étage jusqu’en 1793, époque où les Gourdonnais prennent d’assaut le château et ont démoli la chapelle du premier étage.
On observe, derrière l'autel, un saint Mathieu de l'École toscane du XVIe siècle. On remarque également une paire de pénitents porte-cierge et de chérubins de la fin du XVIIe siècle. À gauche, une Sainte-Cène de Louis Silvestre est une esquisse pour l'œuvre décorant la chapelle de Versailles. La chapelle est également décodée de peintures des Écoles flamande et italienne, de bois sculptés polychromes dont un saint Sébastien du Greco et aussi, saint Yves, saint Benoît, saint Joseph, saint Antoine. Le plafond est marqué de niches dont les contours sont renforcés par des trompe-l’œil.

### Le sous-sol
Au sous sol, la cuisine avec un grand âtre.

## Chronologie
- 700-937 - Occupation du pays par les troupes sarrasines.
- XIIe siècle - Les comtes de Provence élèvent une place forte sur les fondements de la forteresse du IXe siècle : Gordon devient Gourdon.
- 3 avril 1235 -Propriété de la famille de Grasse, seigneur du Bar, puis des Villeneuve.
- 1469 - Louis de Villeneuve reçoit l'hommage des habitants de Gourdon.
- 1495 - Charles VII le confirme dans le privilège et la haute juridiction des lieux.
- 1584 -Guerres de la Iigue. Henri Charles de Grasse Canaux tient tête aux ligueurs du haut de cette forteresse.
- Mars 1597/novembre 1598 -Louis de Lombard acquiert la totalité de la seigneurie pour 12 000 écus.
- 30 août 1597 - Lettres patentes d'Henri IX[Lequel ?] (exposées au château).
- 1610 - Édification des arcades et du premier étage, dans l'esprit de la Place des Vosges à Paris (bâties en 1607).
- 1653 - Édification du deuxième étage par François de Lombard, qui épouse en 1654 Gabrielle de Grimaldi.
- 19 mai 1643 - Le Grand Condé, duc d'Enghien, distingue le seigneur de Gourdon pour, à la bataille de Rocroy, « y avoir très dignement servi sa Majesté et perdu un bras d'un coup de canon ».
- 1746 - Guerres de succession d'Autriche. Le Brigadier général de Guise loge au château et a, dans le parc, un duel avec le marquis de Bissy.
- Révolution - Jean-Paul 1er de Lombard n'émigre pas. Sa présence, ses idées libérales sauvent son château de la dévastation. Seules les tours ont à souffrir, réduites d'un étage, le donjon au nord abattu.
- 1820 - Mort du dernier des Lombard, Jean-Paul II, capitaine au régiment Royal Lorraine Cavalerie, il était maire de Gourdon depuis le 7/10/1809. Le château de Gourdon est dévolu par héritage à son neveu, le marquis Ferdinand de Villeneuve-Bargemon.
- 1918/1938 - Il quitte la famille des Lombard et devient propriété de Miss Norris, citoyenne américaine.
- 1940/1944 - Le père et l'oncle de Marceline Loridan-Ivens, Shloïme Rozenberg et Sazja (Charles) Gruszkiewicz, achètent le château de Gourdon au général Masselin, au nom du fils de Shoïme, Henri qui possède la nationalité française[3]. Marceline et son père sont arrêtés au domaine et déportés en avril 1944[4]. Sazja Gruszkiewicz a été arrêté à Lille et déporté en avril 1942.
- 1944/1945 - Occupation par les troupes allemandes.
- 1950 - Le château est ouvert au public.
- 2011 - Le château est fermé au public, seuls ses jardins peuvent être visités désormais.